# 美國海軍副部長
美國海軍副部長是美國海軍部排名第二的文職官員。美國海軍副部長在五角大廈所使用的俚語中被稱為“Under”，美國海軍副部長的工作內容須向美國海軍部長報告。在海軍副部長辦公室成立之前，美國海軍部的第二高級別之文職人員是海軍助理部長。
美國海軍副部長由美國總統提名並經由參議院同意而任命，其任期無限制年限。美國海軍副部長之辦公處所位於美國維吉尼亞州阿靈頓郡五角大廈。